# Rahnstätter Hof
Koordinaten: 50° 14′ 9,4″ N, 8° 5′ 15,6″ O
Der Rahnstätter Hof war ein Dominalhof bei Aarbergen-Michelbach im Rheingau-Taunus-Kreis. Es handelt sich um eine Totalwüstung aus dem 19. Jahrhundert. Der Hof wurde 1194–98 erstmals urkundlich erwähnt und 1870 zur Auflösung freigegeben und abgerissen. 

## Lage und Beschreibung
Der Hof verfügte über eine eigene Gemarkung. Zuletzt bestand diese aus rund 38 ha Ackerflur und Wiesen sowie rund 44 ha Wald, die nach der Auflösung der Gemarkung Michelbach angegliedert wurden. Die Ackerflur wurde vollständig aufgeforstet und verblieb gemeinsam mit dem Wald in preußischem Staatsbesitz. Sie ist daher bis heute Staatsforst. 
Bei genauer Betrachtung der Waldungen sind einige ehemalige Ackerflächen örtlich noch gut zu erkennen. Vom Hof ist nur eine rund 100 mal 100 m große Freifläche erhalten, auf der ein Brunnen rekonstruiert ist und eine Schautafel über das ehemalige Gehöft Auskunft gibt. Eine weitere Schautafel von 2010 in der Waldabteilung „Wickenstück“ gibt Auskunft über noch ältere Ackerflächen, die bereits zur Zeit der Auflösung des Hofs vorhanden waren. 2009 fanden dort geoarchäologische Untersuchungen statt. Danach wurden in der früheren Gemarkung des Rahnstätter Hofs durch anthropogene Erosion hauptsächlich während der Neuzeit rund 95.000 Tonnen Bodenmaterial abgetragen bzw. umgelagert.
In der Nähe des Rahnstätter Hofs befindet sich die Hennethaler Landwehr. Die Wege zwischen beiden Denkmälern sind beschildert.

## Denkmalschutz
Der Bereich der Hofanlage ist ein Bodendenkmal nach dem Hessischen Denkmalschutzgesetz. Nachforschungen und gezieltes Sammeln von Funden sind genehmigungspflichtig, Zufallsfunde an die Denkmalbehörden zu melden.